# Murina cyclotis
Murina cyclotis је врста слепог миша из породице вечерњака (лат. Vespertilionidae).

## Распрострањење
Врста је присутна у Брунеју, Вијетнаму, Индији, Камбоџи, Кини, Лаосу, Малезији, Мјанмару, Непалу, Тајланду, Филипинима и Шри Ланци.

## Станиште
Врста Murina cyclotis има станиште на копну.
Врста је по висини распрострањена до 1.500 метара надморске висине.

## Угроженост
Ова врста није угрожена, и наведена је као последња брига јер има широко распрострањење.

### Популациони тренд
Популациони тренд је за ову врсту непознат.